# Steinbach (Neukirchen bei Sulzbach-Rosenberg)
Steinbach  ist ein Gemeindeteil des südwestlich gelegenen Neukirchen bei Sulzbach-Rosenberg im oberpfälzischen Landkreis Amberg-Sulzbach in Bayern.

## Beschreibung
Das Dorf ist ländlich geprägt und liegt am Fuße des 650 m ü. NHN hohen Zantbergs. Am östlichen Ortsrand liegt die Steinbachquelle, die als Geotop (371Q001) ausgewiesen ist.

### Appelhöhle
Etwa 500 Meter nordöstlich von Steinbach befindet sich die Appelhöhle. Die ungefähr 80 Meter lange Karsthöhle wird auch Appelshöhle oder Steinbachhöhle genannt und ist im Höhlenkataster Fränkische Alb (HFA) als A 29 geführt. Berichte einer Entdeckung im Jahr 1618 beruhen auf einer Verwechslung mit der Zoolithenhöhle bei Burggaillenreuth. Die Appelhöhle wurde 1886 durch den Schneidermeister Appel entdeckt und nach ihm benannt. Die Höhle war bis 1945 eine Schauhöhle mit Bewirtung. Sie ist heute in Privatbesitz und ganzjährig verschlossen. Sie ist als Geotop (371H009) und Naturdenkmal ausgewiesen. Aufgrund vorgeschichtlicher Funde und menschlicher Skelettreste ist sie auch als Bodendenkmal (D-3-6435-0100) ausgewiesen.

### Kallmünzer
Rund um das Dorf befinden sich zahlreiche Kallmünzerblöcke. Diese verkieselten Sandsteine sind keine Findlinge der Eiszeiten, sondern durch Verwitterungsprozesse entstanden. Der größte der Blöcke (drei mal zwei mal zwei Meter) ist als Geotop (371R022) und Naturdenkmal ausgewiesen.